# شادترین روز زندگی اولی ماکی
شادترین روز زندگی اولی ماکی (فنلاندی: Hymyilevä mies) فیلمی در ژانر درام است که در سال ۲۰۱۶ منتشر شد.